# Monte Darwin
O monte Darwin é um pico da Cordilheira Darwin, a subcordilheira mais meridional dos Andes, localizado na Terra do Fogo, no Chile. Fica a norte do canal Beagle. É formado por xistos cristalinos e tem grandes glaciares ao longo das vertentes meridionais. O monte Darwin foi durante muito tempo considerado como a montanha mais alta da Terra do Fogo, mas tal distinção cabe à montanha não oficialmente designada monte Shipton, que tem cerca de 2 580 m (8 460 pé) de altitude e fica em 54° 39′ 33″ S, 69° 35′ 54″ O. Ambas as montanhas podem ser escaladas com mais facilidade de finais de dezembro a março. O monte Shipton foi escalado pela primeira vez em 1962 por Eric Shipton, E. Garcia, F. Vivanco e C. Marangunic.
O monte Darwin recebeu o seu nome em memória da segunda viagem do HMS Beagle, dado pelo capitão Robert FitzRoy para celebrar o 25.º aniversário de Charles Darwin em 12 de fevereiro de 1834. Um ano antes, FitzRoy tinha também dado nome ao Darwin Sound em lembrança da coragem de Darwin e a sua pronta reação que permitiu salvá-los de naufragar quando as ondas de uma massa de gelo que se quebrou de um glaciar ameaçaram afundar o navios.
A montanha está integrada no Parque Nacional Alberto de Agostini.